# Április 22.
Április 22. az év 112. (szökőévben 113.) napja a Gergely-naptár szerint. Az évből még 253 nap van hátra.
Névnapok: Csilla, Noémi + Kájusz, Kelemen, Kelen, Leonidász, Naómi, Noa, Noé, Szemirámisz, Tácia, Talita, Tania, Tánya, Tatjána, Vaszília

## Események

### Politikai események
- 1399 – Luna Mária aragóniai királynét férje, I. (Idős) Márton Zaragozában Aragónia királynéjává koronázza.
- 1912 – Lukács László kormányt alakít.
- 1915 – Első világháború: A németek a nyugati fronton először vetnek be nagyobb mennyiségben harci gázt (mustárgázt), a belgiumi Ypres (Ypern) térségében.
- 1989 – Feloszlik a KISZ.
- 1994 – Az ENSZ főtitkárának április 18-i kérésére az Észak-atlanti Tanács újabb döntéseket hoz a légierő alkalmazásáról az ENSZ–erők védelmének céljából Bosznia-Hercegovina teljes területén és az ENSZ által kijelölt védett területeken. (A NATO légicsapásokat hagy jóvá, amennyiben nem vonják ki a teljes boszniai szerb nehézfegyverzetet április 27-éig Gorazsde 20 km-es körzetéből. Ezt az időt szabják meg más, az ENSZ által védettnek nyilvánított területekre is, ha azokat nehézfegyverzettel támadják.)

### Tudományos és gazdasági események
- 1924 – A legendás 424-es mozdony próbaútja Budapest és Vác között
- 1993 – Megjelenik a Mosaic webböngésző 1.0 verziója.

### Kulturális események
- 1912 – Szentpéterváron kiadják a Pravda első számát.

#### Zenei események
2022 - Az ír banda, Fontaines D.C. Skinty Fia című albumának megjelenése 

### Sportesemények
Formula–1
- 2012 –  bahreini nagydíj, Szahír – Győztes: Sebastian Vettel  (Red Bull Renault)

### Egyéb események
- 1992 – Felrobban a csatornahálózat Guadalajara város alatt. A tragédiában 206 ember vesztette életét továbbá több mint 500-an megsérültek[1]
- 2004 – Észak-Korea Rjongcson városában két üzemanyag-szállító tehervonat összeütközik és felrobban, 150 ember halálát okozva.

## Születések
- 1518 – Antal navarrai király francia arisztokrata, Navarra társuralkodója, a vallásháborúk többször pártot cserélt hadvezére († 1562)
- 1580 – Michael Kern német szobrász († 1649)
- 1592 – Wilhelm Schickard német matematikus, hebraista, az első mechanikus számológép megalkotója († 1635)
- 1628 – Georg Matthäus Vischer osztrák térképész, topográfus, lelkipásztor († 1696)
- 1658 – Giuseppe Torelli olasz barokk zeneszerző, viola d’amore és hegedűművész, a mai értelemben vett hegedűverseny atyja († 1709)
- 1707 – Henry Fielding angol író († 1754)
- 1724 – Immanuel Kant német filozófus († 1804)
- 1766 – Madame de Staël (sz. Anne Louise Germaine von Staël-Holstein), svájci származású francia írónő († 1817)
- 1816 – Charles Denis Bourbaki francia tábornok, a Bourbaki-csoport névadója († 1897)
- 1852 – IV. Vilmos luxemburgi nagyherceg 1905 és 1912 között Luxemburg nagyhercege († 1912)
- 1856 – Zilahi Kiss Béla újságíró. Írói álneve Június.
- 1861 – Tisza István gróf, politikus, magyar miniszterelnök († 1918)
- 1868 – Habsburg–Lotaringiai Mária Valéria főhercegnő, Ferenc József császár és Wittelsbach Erzsébet lánya
- 1870 – Vlagyimir Iljics Lenin eredeti nevén: (Vlagyimir Iljics Uljanov), orosz ideológus, forradalmár, szovjet-orosz politikus († 1924)
- 1872 – Margit porosz királyi hercegnő német császári hercegnő, Finnország királynéja († 1954)
- 1873 – Luigi Lucheni olasz anarchista, Erzsébet császárné és királyné gyilkosa († 1910)
- 1876 – Bárány Róbert magyar–osztrák származású Nobel-díjas svéd orvos († 1936)
- 1877 – Harald Bohr dán matematikus, a Nobel-díjas fizikus, Niels Bohr fiatalabb testvére († 1951)
- 1890 – Kozlay Kálmán evangélikus lelkész, késmárki és rimaszombati gimnáziumi tanár, fényképész († 1965)
- 1898 – Fodor József költő, író, műfordító († 1973)
- 1899 – Vladimir Nabokov, orosz származású amerikai író († 1977)
- 1901 – Thury Zsuzsa magyar író, újságíró († 1989)
- 1901 – Mühl Henrik magyarországi német orvos, nemzetiségi politikus, országgyűlési képviselő († 1965k.)
- 1904 – Robert Oppenheimer amerikai fizikus († 1967)
- 1908 – Aszlányi Károly magyar író († 1938)
- 1909 – Rita Levi-Montalcini Nobel-díjas olasz neurológus († 2012)
- 1916 – Yehudi Menuhin amerikai hegedűművész, karmester († 1999)
- 1922 – Petőházi Gábor magyar agrármérnök, politikus († 1978)
- 1923 – Aaron Spelling amerikai producer († 2006)
- 1929 – Michael Francis Atiyah brit matematikus († 2019)
- 1930 – Gyurkó László író, újságíró († 2007)
- 1935 – Őze Lajos Kossuth-díjas magyar színművész († 1984)
- 1936 – Csányi Rajmund magyar tornász
- 1937 – Jack Nicholson háromszoros Oscar-díjas amerikai színész
- 1944 – Steve Fossett amerikai pilóta, tengerész és kalandvadász milliomos († 2007)
- 1946 – Nicole Garcia francia színésznő, forgatókönyvíró, filmrendező
- 1948 – Ġorġ Abela máltai jogász, politikus, köztársasági elnök
- 1949 – Szilárdy István magyar színész († 1978)
- 1952 – Marilyn Chambers (sz. Marilyn Ann Briggs), amerikai pornószínésznő († 2009)
- 1954 – Kálmán C. György magyar egyetemi tanár, irodalomtörténész, kritikus, publicista († 2021)
- 1957 – Donald Tusk lengyel kormányfő
- 1959 – Falusi Mariann magyar énekesnő, színésznő, a Pa-Dö-Dö tagja
- 1961 – Tallós Rita magyar színésznő
- 1961 – Tóth Zoltán Jászai Mari-díjas magyar színész († 2018)
- 1969 – Bárdossy Péter genealógus
- 1974 – Böhm Anita magyar színésznő, szinkronszínész
- 1977 – Csányi Erika magyar színésznő, énekesnő
- 1978 – Esteban Tuero argentin autóversenyző
- 1979 – Gera Zoltán magyar labdarúgó
- 1982 – Aidas Reklys litván műkorcsolyázó
- 1982 – Kaká brazil labdarúgó
- 1983 – Cristopher Sacchin olasz műugró
- 1984 – Makszim Devjatovszkij orosz tornász
- 1985 – Leiner Laura írónő
- 1987 – John Obi Mikel nigériai származású labdarúgó, 2006 óta a Chelsea FC játékosa
- 1989 – Louis Smith angol tornász
- 1989 – Damiano Lestingi olasz úszó
- 1993 – Telegdy-Kapás Boglárka magyar úszónő
- 1994 – Duncan Robinson amerikai kosárlabdázó
- 1995 – Adam Lamhamedi marokkói–kanadai kettős állampolgárságú alpesisíző
- 1997 – Csősz Richárd, labdarúgó, a Debreceni VSC játékosa
- 2002 – Ethan de Rose új-zélandi rövidpályás gyorskorcsolyázó, ifjúsági olimpikon

## Halálozások
- 0296 – Kájusz pápa (* 245)
- 0536 – I. Agapét pápa (* 490 k.)
- 1672 – Georg Stiernhielm svéd író, barokk költő, jogász, nyelvész, matematikus, birodalmi antikvárius, a „svéd költészet atyja”, aki elsők között kezdte el tudományos szinten igazolni a finnugor nyelvrokonságot (* 1598)
- 1677 – Wenzel Eusebius Lobkowitz (Lobkowitz Vencel Ferenc) herceg, I. Lipót német-római császár minisztere (* 1609)
- 1806 – Pierre Charles Silvestre de Villeneuve francia admirális, a trafalgari csata vesztese (* 1763)
- 1833 – Richard Trevithick angol feltaláló, bányamérnök, a legkiemelkedőbb munkája a magas nyomású gőzgép kifejlesztése, valamint ő építette az első működő gőzmozdonyt (* 1771)
- 1892 – Édouard Lalo spanyol származású francia zeneszerző (* 1823)
- 1930 – Jeppe Aakjaer dán költő, író (* 1866)
- 1932 – Oslay Ferenc magyar–szlovén történész, irredenta, író (* 1883)
- 1945 – Käthe Kollwitz német grafikus, szobrász (* 1867)
- 1956 – Walt Faulkner amerikai autóversenyző (* 1920)
- 1984 – Kerpel-Fronius Ödön orvos, gyermekgyógyász, fiziológus, az MTA tagja (* 1906)
- 1989 – Kulin György csillagász (* 1905)
- 1994 – Richard Nixon az Amerikai Egyesült Államok 37. elnöke, hivatalban 1969–1974 között (* 1913)
- 1998 – Vadim Petrovics Hetyman, ukrán közgazdász, bankár és politikus, 1992–1993 között az Ukrán Nemzeti Bank elnöke (* 1935)
- 2002 – Victor Frederick Weisskopf osztrák–amerikai fizikus (* 1908)
- 2002 – Linda Lovelace (er. Linda Susan Boreman) amerikai pornószínésznő („Deep Throat”) (* 1949)
- 2004 – Bori Imre író, irodalomtörténész, kritikus (* 1929)
- 2006 – Alida Valli (sz. Alida Maria Laura Altenburger) olasz színésznő (* 1921)
- 2011 – Szjarhej Lahun világbajnok belarusz súlyemelő (* 1988)
- 2014 – Komlóssy Erzsébet magyar operaénekes (* 1933)

## Nemzeti ünnepek, emléknapok, világnapok
- 1970 óta a Föld napja (Magyarországon 1990 óta). Egyike a környezetvédelmi világnapoknak.